# Eparquia de Kothamangalam
A Eparquia de Kothamangalam (Latim:Eparchia Kothamangalamensis) é uma eparquia pertencente a Igreja Católica Siro-Malabar com rito Siro-Malabar. Está localizada no município de Kothamangalam, no estado de Querala, pertencente a Arquieparquia Maior de Ernakulam-Angamaly na Índia. Foi fundada em 29 de julho de 1956 pelo Papa Pio XII. Com uma população católica de 231.427 habitantes, sendo 26,1% da população total, possui 120 paróquias com dados de 2020.

## História
Em 29 de julho de 1956 o Papa Pio XII cria através do território da Arquieparquia de  Ernakulam a Eparquia de Kothamangalam. Em 2002 a Eparquia de Kothamangalam perde território para a formação da Eparquia de Idukki. Desde sua fundação em 1956 pertence a Igreja Católica Siro-Malabar, com rito Siro-Malabar.

## Lista de eparcas
A seguir uma lista de bispos desde a criação do eparquia em 1956.
|                          | Nome                     | Período                  | Notas                    |
| Eparcas de Kothamangalam | Eparcas de Kothamangalam | Eparcas de Kothamangalam | Eparcas de Kothamangalam |
| ------------------------ | ------------------------ | ------------------------ | ------------------------ |
| 3º                       | George Madathikandathil  | 2013 - atual             |                          |
| 2º                       | George Punnakottil       | 1977 - 2013              |                          |
| 1º                       | Matthew Pothanamuzhi     | 1956 - 1977              |                          |